# (21234) Nakashima
(21234) Nakashima (1995 WG) – planetoida z pasa głównego asteroid okrążająca Słońce w ciągu 4,37 lat w średniej odległości 2,67 j.a. Odkryta 16 listopada 1995 roku.